# Orhan Okan
Orhan Okan (oft auch gelistet als Orhan Kömürcü; * 6. September 1969 in Istanbul, Türkei) ist ein deutscher Schauspieler.

## Leben
Okan begann seine Ausbildung bei dem Schauspiellehrer Wladimir Matuchin. Er war in deutschen Fernsehserien zu sehen, wo er in Episodenrollen in Alarm für Cobra 11, SOKO Köln und  Balko spielte. 2004 hatte er eine Nebenrolle als Söldner in dem Fantasyfilm George und das Ei des Drachen mit Patrick Swayze. In dem Action- und Splatterfilm Killerbus (2004) übernahm er die Hauptrolle, später die Rolle des Remy in Die Traumprinzen.

## Film- und Fernseharbeiten (Auszug)
- 2007 Lindenstraße, Fernsehserie
- 2003 Killerbus, Kurzspielfilm
- 2003 SOKO Köln, Fernsehserie
- 2002 George und das Ei des Drachen (George and the Dragon), Kinospielfilm
- 2002 Lindenstraße, Fernsehserie
- 2001 Der Fahnder, Fernsehserie
- 2000 Sevda heißt Liebe, Kurzspielfilm
- 2000 Die Traumprinzen, Fernsehfilm